# Amé Pictet

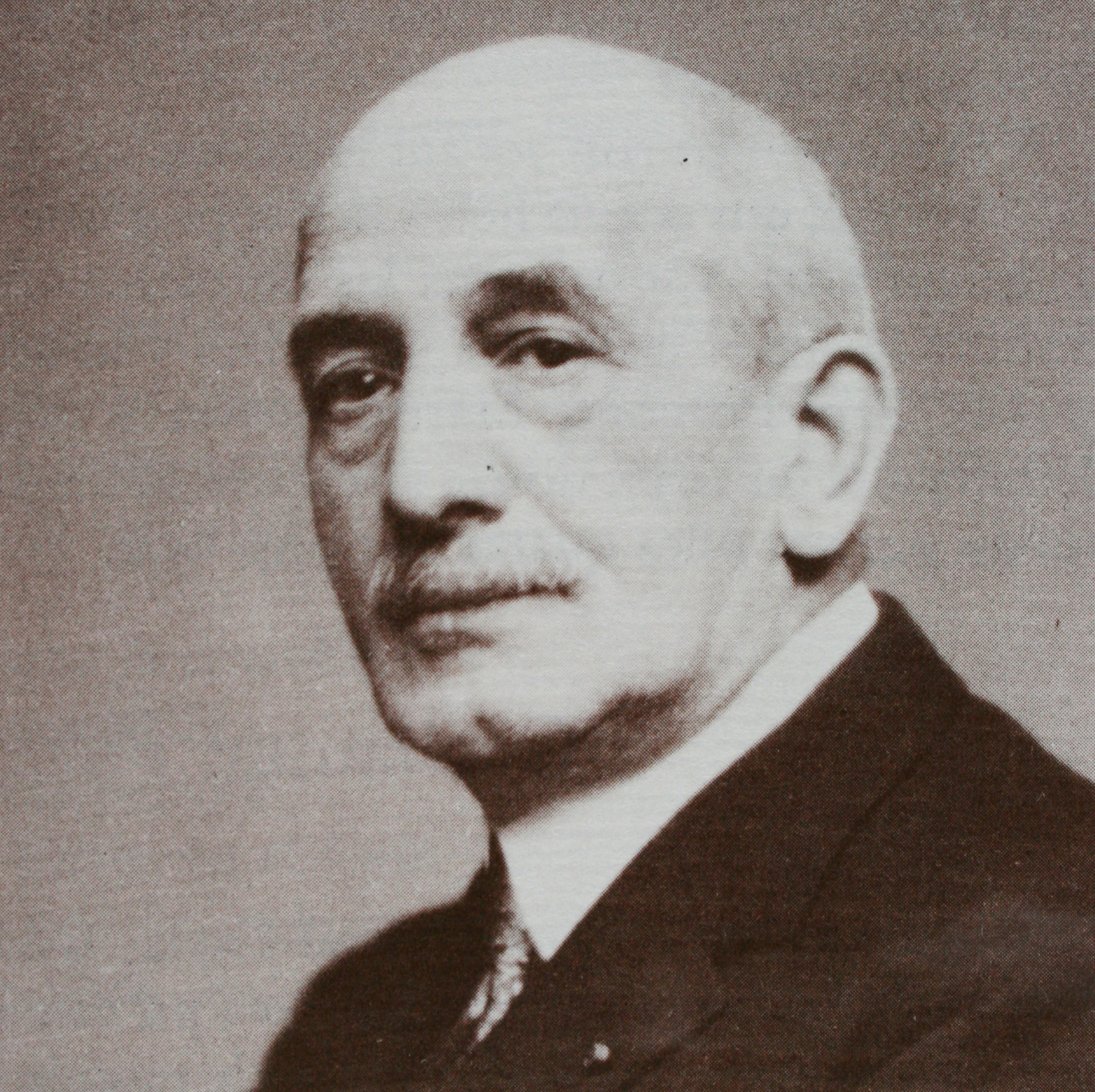
Amé Pictet

Amé Jules Pictet (* 12. Juli 1857 in Genf; † 11. März 1937 ebenda) war ein Schweizer Chemiker.
Pictet war der Sohn des Bankiers und Politikers Ernest Pictet; er hatte fünf Geschwister.
Er promovierte 1879 bei August von Kekulé. Von 1894 bis 1932 hatte er als Professor einen Lehrstuhl an der Universität Genf inne. 1889 synthetisierte er das Phenanthridin aus Benzalanilin durch Pyrolyse im Glührohr. 1903 synthetisierte er erstmals das Nikotin. Auf dem Gebiet der Kohlenhydratchemie gelang ihm 1928 erstmals die Synthese von Saccharose ausgehend von ihren Bausteinen Glucose und Fructose. 1922 wurde er korrespondierendes Mitglied der Académie des sciences in Paris. Im Jahr 1932 wurde er zum Mitglied der Leopoldina gewählt.
Die Pictet-Spengler-Reaktion und die Pictet-Gams-Synthese zur Darstellung von Isochinolinen sind nach ihm benannt.
Er wurde auch elfmal für den Chemie-Nobelpreis nominiert.
Sein Onkel war der Jurist und Politiker Gustave Pictet.

## Werke (Auswahl)
- Die chemische Konstitution pflanzlicher Alkaloide. Berlin 1891
- mit Hans Vogel: Die Zuckeranhydride und ihre Verwendung zur Synthese von Disacchariden. Borntraeger, Berlin 1929
- Amé Pictet, 1857–1937 : Souvenirs et travaux d'un chimiste. Hrsg. von Paul E. Martin. Editions de la Baconnière, Neuchâtel 1941